# Staadtiellopsis
Staadtiellopsis is een geslacht van uitgestorven weekdieren uit de klasse van de Gastropoda (slakken).

## Soorten
- Staadtiellopsis bandensis Kókay, 2006 †
- Staadtiellopsis rubeschi (Reuss in Reuss & Meyer, 1849) †
- Staadtiellopsis schlickumi Kadolsky & Piechocki, 2000 †